# Onthophagus serapiensis
Onthophagus serapiensis es una especie de insecto del género Onthophagus, familia Scarabaeidae, orden Coleoptera.

Fue descrita científicamente por Ochi, Kon & Barclay en 2008.